# Эмбарго Джефферсона
Эмбарго Джефферсона — ограничение на торговлю США с остальным миром, действовавшее в 1808—1810 годах, закон о нем был принят Конгрессом США и подписан президентом 22 декабря 1807 года. Тогдашний президент США Томас Джефферсон ввёл это эмбарго преимущественно против Великобритании и Франции.
В начале XIX века европейские страны находились в состоянии войны друг с другом (см. Наполеоновские войны). Соединённые Штаты официально сохраняли нейтралитет в этом конфликте. Тем не менее корабли, ходившие под американским флагом, часто останавливались для досмотра британскими и французскими кораблями, а иногда и захватывались. Джефферсон не отреагировал на подобные случаи непосредственным объявлением войны этим странам, но решил заставить Великобританию и Францию уважать нейтралитет США путём введения торгового эмбарго.
Постепенно, в период с 1806 по 1810 год, законы об эмбарго изменялись ввиду большого количества ошибок и «лазеек», допущенных при их составлении. Однако желаемого эффекта торговое эмбарго всё равно не принесло, и в 1812 году Соединённые Штаты вступили в войну с Великобританией.

### Статьи
- Irwin, Douglas A. The Welfare Cost of Autarky: Evidence from the Jeffersonian Trade Embargo, 1807–09 (англ.) // Review of International Economics : journal. — 2005. — Vol. 13, no. 4. — P. 631—645. — doi:10.1111/j.1467-9396.2005.00527.x.